# Polyura lettianus
Polyura lettianus är en fjärilsart som beskrevs av Rothschild 1898. Polyura lettianus ingår i släktet Polyura och familjen praktfjärilar. Inga underarter finns listade i Catalogue of Life.